# Olbo
Olbo är en by i Östervåla socken, Heby kommun.
Olbo omtalas i dokument första gången 1518 ("j ollabodha"). Namnet skrivs 1544 "Vglebo", 1549 "Vgleboda", 1551 "Wgleboda". Förleden i bynamnet verkar vara fågeln uggla. Under 1500-talet upptas Olbo i jordeboken som 1 helt mantal skatte om 4 öres 8 penningland.
Bland bebyggelser på ägorna märks torpet Enbo, dokumenterat sedan mitten av 1800-talet. Dåvarande torparens far, urmakaren Anders Gustaf Enqvist hade bott på Olbo ägor sedan 1812. Torpet Svartstugan, senare kallat Lilla Enbo, är känt sedan slutet av 1800-talet. Mariebo uppfördes 1906. Pilvreten är ett nu försvunnet torp, dokumenterat från mitten av 1700-talet. Överbo eller Pinan är ett försvunnet torp, dokumenterat första gången 1801, sista brukaren flyttar härifrån 1880.